# Fotel

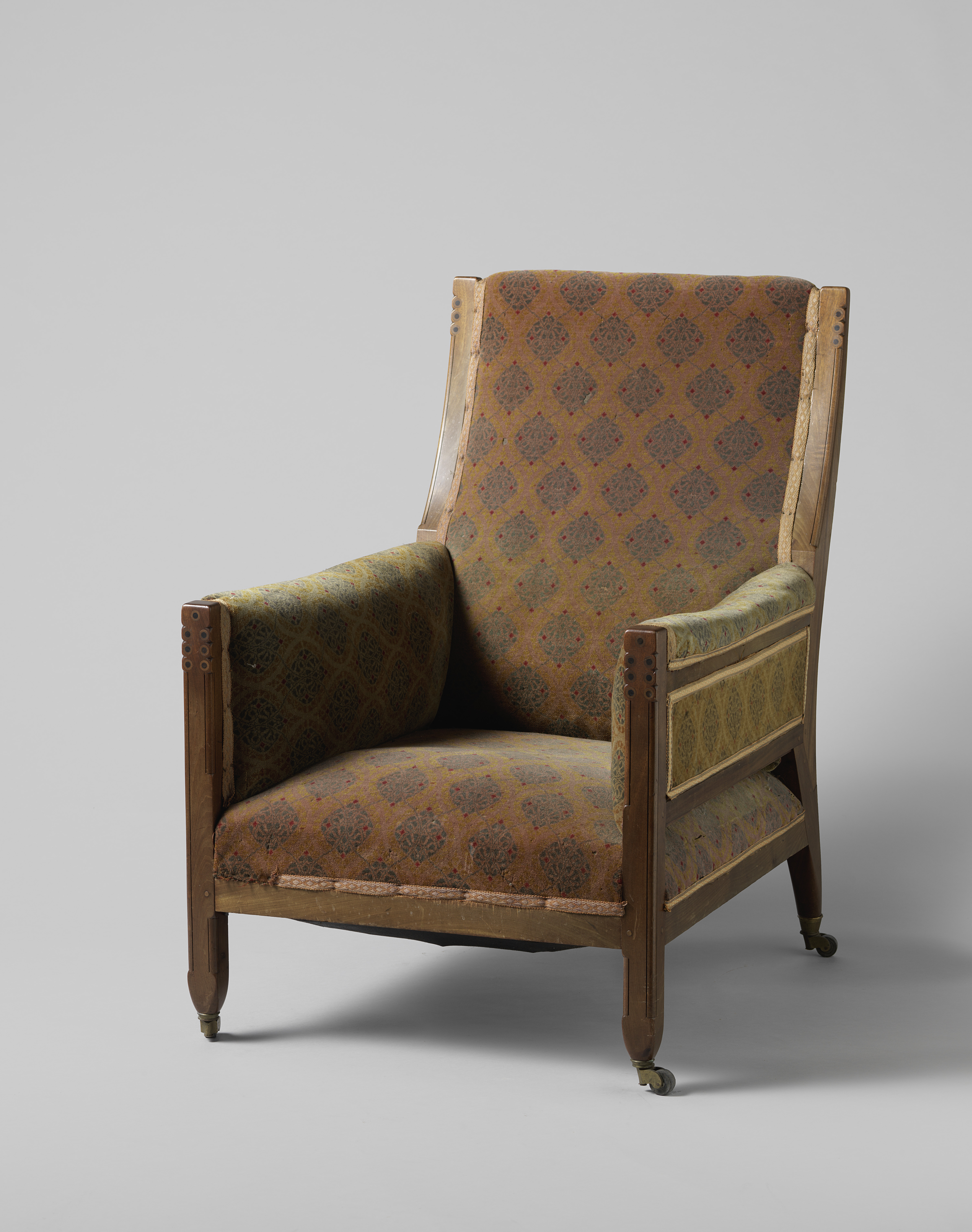
Fotel z lat 20 XX wieku

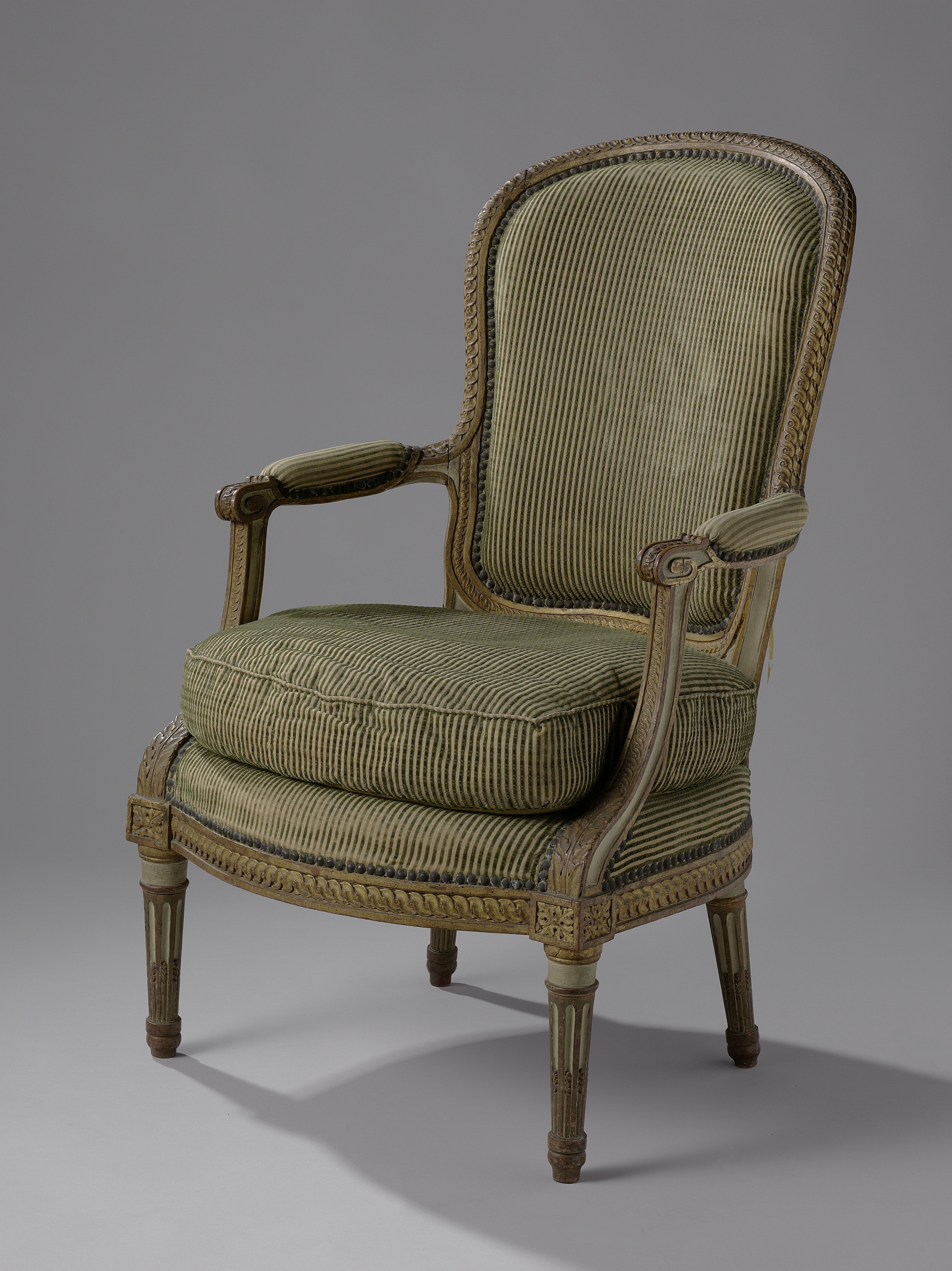
Fotel typu "cabriolet" z XVIII wieku

Fotel – rodzaj siedziska z oparciem na plecy wraz z podłokietnikami.
Siedzisko fotela jest zwykle usytuowane niżej niż siedzisko krzesła (36–45 cm) i jest również od niego zdecydowanie szersze (50–55 cm). Podłokietniki montowane z boków siedziska dla wygody użytkownika są rozstawione w odległości ok. 55 cm od siebie i 60 cm od podłoża, zwykle tapicerowane.

## Historia
Fotel jest jednym z najstarszych mebli towarzyszących człowiekowi. Pierwsze fotele to trony wykonane z kamienia, metalu, drewna; bogato zdobione płaskorzeźbą czy złoceniami. Przez całe średniowiecze spełniają wyłącznie funkcję reprezentacyjną. W renesansie pojawiają się odmiany foteli przeznaczone dla wygody zwykłych śmiertelników. Bogactwo form i odmian foteli zaczyna się w baroku, a w okresie rokoka formy te stają się niesamowicie wysmakowane. Jednak dopiero XIX-wieczny wynalazek tapicerki sprężynowej to prawdziwa rewolucja w branży mebli tapicerowanych. Powstają wygodne "kluby" i olbrzymie całkowicie tapicerowane konstrukcje pokryte skórą lub aksamitem. W XX wieku zmienia się nieco stylistyka foteli na korzyść wysmakowanej formy (twórcy: Ludwig Mies van der Rohe, Charles Eames), dochodzą też nowe materiały – tworzywa sztuczne. Także i dziś fotel to jeden z prestiżowych mebli w każdym wnętrzu czy to mieszkalnym czy publicznym.

## Rodzaje

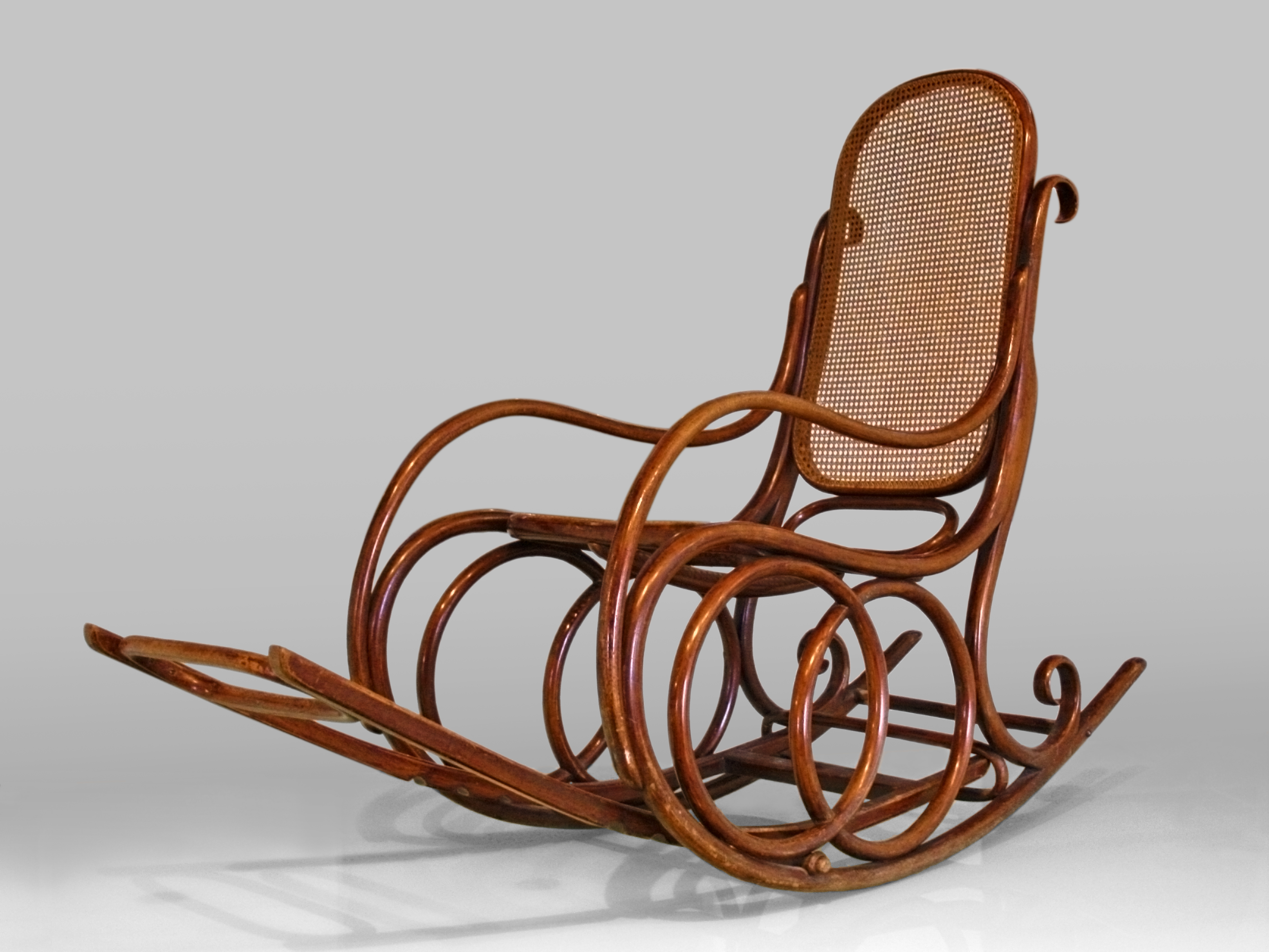
Fotel bujany

- berżera,
- bisolium,
- coiffeuse,
- confessional,
- duchesse,
- gondole-bergère,
- marquise,
- fotel bujany.

### Specjalistyczne
Oprócz typowych foteli – mebli do wypoczynku – istnieją jeszcze inne ich rodzaje, w zależności od zastosowania, np.: fotele samochodowe, lotnicze, biurowe, porodowe – różnią się one kształtem i konstrukcją od zwykłych mebli:
- Fotele samochodowe mają zwykle regulację w wielu płaszczyznach, którą ułatwiają w droższych wersjach silniczki elektryczne. Są również czasami podgrzewane. Istnieją jednak fotele samochodowe, które nie mają żadnej z wymienionych wcześniej wygód, nie posiadają one nawet tapicerki, mają jednak doskonałe boczne trzymanie – są to fotele kubełkowe, stosowane w rajdowych wersjach pojazdów, pasy bezpieczeństwa w przypadku takich konstrukcji też są niezwykłe, są to pasy podobne do tych, jakich używają piloci samolotów – z czteropunktowym zapięciem.

- Fotele lotnicze mają zapewnić komfort pasażerom podczas długich, bo nierzadko wielogodzinnych lotów. Nowoczesne konstrukcje mają elektryczną regulację w wielu płaszczyznach, wbudowane w oparcia ekrany LCD, gniazda umożliwiające podłączenie laptopa i innych przenośnych urządzeń.

- Fotele biurowe mające często kółka lub rolki umożliwiające łatwe przemieszczanie wyposażone są dodatkowo w taką regulację wysokości siedziska, czy kąta oparcia aby umożliwić jak najmniej męczącą pozycję przy pracy.

- Fotele do porodu to specjalna odmiana sprzętu medycznego wspomagającego utrzymanie kobiecie odpowiedniej pozycji podczas porodu.